# Помаранчева революція (книга)
Помаранчева революція — книга, написана доктором історичних наук Станіславом Кульчицьким та присвячена 200-денній епопеї президентських виборів 2004 року — яскравому феномену новітньої української історії. Книгу надруковано накладом 1000 примірників у видавництві «Генеза» 2005 року.
У книзі Станіслав Кульчицький дійшов висновку, що Помаранчева революція — справжня, і вона є окремою ланкою в ланцюзі революцій, які відбулися на території Східної Європи. Їх несхожість на відомі історії революцій пояснюється об'єктивними обставинами виходу посткомуністичних країн з мутантної комуністичної цивілізації на загальнолюдський шлях розвитку.
Книга є першою серед видань подібної тематики, що має історико-монографічний характер.

## Відзнаки
Книгу визнано четвертою серед переможців VII Всеукраїнського рейтингу «Книжка року 2005» у номінації «Політлікнеп» (категорія «Сучасне українське суспільствознавство»).